# Donata Kurpas
Donata Izabela Kurpas – polska specjalistka w zakresie medycyny rodzinnej, psychoterapii,  dr hab. nauk medycznych, wykładowca Wydziału Nauk o Zdrowiu Państwowej Medycznej Wyższej Szkoły Zawodowej w Opolu, profesor Katedry i Zakładu Medycyny Rodzinnej Wydziału Lekarskiego Uniwersytetu Medycznego im. Piastów Śląskich we Wrocławiu.

## Życiorys
W 1999 ukończyła studia medyczne w Akademii Medycznej im. Piastów Śląskich, 28 listopada 2003 obroniła pracę doktorską Satysfakcja pacjentów z jakości usług świadczonych w opiece podstawowej: analiza porównawcza publicznych i niepublicznych zakładów podstawowej opieki zdrowotnej oraz indywidualnych praktyk lekarzy rodzinnych, 16 kwietnia 2014 habilitowała się na podstawie pracy zatytułowanej Paradygmat opieki nad chorymi przewlekle w ramach podstawowej opieki zdrowotnej. 28 lutego 2020 nadano jej tytuł profesora w zakresie nauk medycznych i nauk o zdrowiu.
Została zatrudniona na stanowisku adiunkta w Katedrze i Zakładzie Medycyny Rodzinnej na Wydziale Lekarskim Kształcenia Podyplomowego Akademii Medycznej im. Piastów Śląskich.
Jest wykładowcą na Wydziale Nauk o Zdrowiu Państwowej Medycznej Wyższej Szkole Zawodowej w Opolu, profesorem w Katedrze i Zakładzie Medycyny Rodzinnej na Wydziale Lekarskim Uniwersytetu Medycznego im. Piastów Śląskich we Wrocławiu, a także członkiem Zespołu Interdyscyplinarnego do spraw Programu Wspierania Infrastruktury Badawczej w ramach Funduszu Nauki i Technologii Polskie (Zespół Specjalistyczny, Interdyscyplinarny, Doradcze i Zadaniowe Ministra) Ministerstwa Nauki i Szkolnictwa Wyższego. Stypendystka Programu Fulbrighta.

## Odznaczenia
- Brązowy Krzyż Zasługi (2017)[4]